# DBS Bank Limited
O DBS Bank Limited é um banco público de Singapura fundado em 1968.